# Route nationale 17
La route nationale 17 (RN 17 o N 17) è una strada nazionale lunga 244 km che parte da Le Blanc-Mesnil e termina ad Halluin.
Negli anni settanta, in seguito alle riforme, vasti tratti della strada furono declassati e dopo il 2006, in seguito ad ulteriori declassamenti, della strada nazionale rimane soltanto la porzione compresa tra Sainte-Catherine ed Avion.

## Percorso
Parte dalla N2 a Le Blanc-Mesnil; si dirige a nord-est e quasi subito comincia il declassamento con cui è stata ridenominata D317, ma da La Chapelle-en-Serval diviene D1017. Passa da Senlis ed attraversa l’Oise a Pont-Sainte-Maxence. Più a settentrione aggira Roye e supera la Somme a Péronne; dopo Sailly-Saillisel la strada si chiama D917.
Arriva in seguito a Bapaume ed Arras: tra questa città e Lens si trova l’unica sezione superstite della N17. Da Carvin a Lilla la strada è stata sostituita dall’A1. Da Lilla prosegue verso nord fino ad Halluin, dove si interrompe al confine belga per essere continuata dalla N32.
Prima degli anni settanta la N17 seguiva un percorso diverso: dopo Péronne serviva Cambrai e Douai prima di arrivare a Lilla. Questo tragitto fu in parte declassato ed in parte assegnato alla N44 e alla N43. Il percorso più recente riutilizzò invece precedenti sezioni della N37 e della N25.